# Dioscorea seriflora
Dioscorea seriflora là một loài thực vật có hoa trong họ Dioscoreaceae. Loài này được Jum. & H.Perrier mô tả khoa học đầu tiên năm 1910.